# Baran Melintang
Baran Melintang is een bestuurslaag in het regentschap Kepulauan Meranti van de provincie Riau, Indonesië. Baran Melintang telt 2352 inwoners (volkstelling 2010).